# Козмин, Сергей Матвеевич
Сергей Матвеевич Козмин (иногда писался Козьмин; 1723 – 10 декабря 1788) — тайный советник, статс-секретарь Екатерины II, которая, вступив на престол, назначила его принимать челобитные.
Скоро стал близок к императрице и всегда ездил с ней в карете, вместе с графом Г. Г. Орловым и любимой фрейлиной, А. В. Паниной.
В 1767 году Козьмин был назначен членом таможенной канцелярии с оставлением в кабинете и при собственных Е. И. В. делах. Он неизменно оставался одним из наиболее близких к императрице лиц; через его руки шло множество дел, восходивших до императрицы, а через него же объявлялись очень часто решения. Он писал утверждённый императрицей проект об учреждении торговой компании в Нижнем Новгороде (1767 г.) и указ 29 декабря 1768 г. об учреждении ассигнационного банка.
В конце февраля 1774 года Потёмкин, через Козьмина, подал императрице письмо, в котором просил о назначении генерал-адъютантом, чем и начался его «случай».
Козмин сопровождал Екатерину в её поездках из Петербурга в 1762, 1767 и 1775 годах. Уволен в отставку в январе 1781 г.
В 1767 году он участвовал в кружке, предпринявшем в Москве, под редакцией Хераскова, издание «Переводов из Энциклопедии» и взял на себя перевод статей по юриспруденции. Тогда же, сопровождая Екатерину в плавании по Волге, участвовал в переводе императрицей и её свитой «Велисария» Мармонтеля. Кроме того, перевёл с французского: «Опыт военного искусства», графа Тюрпина — де-Криссе (М., 1758).
Его интересное письмо о приёме депутатов Екатериной помещено в «Русском Архиве» (1867, стр. 361).